# Breddin
Breddin ist eine Gemeinde im Landkreis Ostprignitz-Ruppin in Brandenburg. Sie wird vom Amt Neustadt (Dosse) verwaltet.

## Geografie
Breddin liegt im westlichen Teil des Landkreises Ostprignitz-Ruppin zwischen Havelberg und Neustadt (Dosse). Im Norden grenzt die Gemeinde Breddin an die Gemeinde Plattenburg (Landkreis Prignitz) und an die Stadt Kyritz, im Osten an die Gemeinden Stüdenitz-Schönermark und Zernitz-Lohm sowie  an den Gemeindeteil Roddahn der Stadt Neustadt (Dosse). Im Westen grenzt Breddin an die Stadt Havelberg in Sachsen-Anhalt. Der Gemeindeteil Breddin-Abbau ist eine von Havelberger Territorium vollständig umschlossene Exklave Breddins.

## Gemeindegliederung
Zur Gemeinde Breddin gehören:

### Bewohnte Gemeindeteile
Breddin, Breddin-Abbau, Damelack, Joachimshof, Sophiendorf, Voigtsbrügge

### Wohnplätze
Hörning, Obermühle, Rotes Forsthaus

## Geschichte
Breddin ist eines der größten Dörfer der Prignitz und soll wendischen Ursprungs sein. Sprachforscher nehmen an, dass der Name aus dem slawischen Grundwort brot = Furt herzuleiten ist. Urkundlich nachzuweisen ist der Ort seit dem 13. Jahrhundert. So datiert die Stiftungsurkunde der Feldsteinkirche aus dem Jahr 1273. Von allen mittelalterlichen Kirchen der Prignitz kann man nur für die Breddiner exakt das Jahr der Einweihung nachweisen: Beim Abbruch des Altars 1846 wurde darin die Urkunde über die Kirchweihe gefunden. Breddin mit seinen Ortsteilen Obermühle, Breddin Abbau und Kümmernitz (jetzt Ortsteil von Havelberg) gehörte viele Jahre zum Domkapitel Havelberg. Von der Form her ist Breddin ein Straßendorf. Der Bahnhof entstand genau 40 Jahre nach der Eröffnung der Berlin-Hamburger Eisenbahn und wurde 1886 eröffnet. Kulturell und sportlich war Breddin schon immer sehr rege. Der Männerchor wurde bereits 1869 gegründet, der Turnverein im Jahre 1907. Viele Handwerker und Gewerbetreibende siedelten sich im Laufe der Zeit hier an. Voigtsbrügge wurde 1957 eingemeindet, 1973 Damelack und Sophienhof.
Breddin gehörte seit 1817 zum Kreis Ostprignitz in der Provinz Brandenburg und ab 1952 zum Kreis Kyritz im DDR-Bezirk Potsdam. Seit 1993 liegt Breddin im brandenburgischen Kreis Ostprignitz-Ruppin.

## Bevölkerungsentwicklung
| Jahr | Einwohner |
| ---- | --------- |
| 1875 | 0 794     |
| 1890 | 0 793     |
| 1910 | 0 979     |
| 1925 | 0 915     |
| 1933 | 0 937     |
| 1939 | 0 900     |

| Jahr | Einwohner |
| ---- | --------- |
| 1946 | 1 337     |
| 1950 | 1 249     |
| 1964 | 0 968     |
| 1971 | 0 914     |
| 1981 | 1 312     |
| 1985 | 1 340     |

| Jahr | Einwohner |
| ---- | --------- |
| 1990 | 1 292     |
| 1995 | 1 223     |
| 2000 | 1 120     |
| 2005 | 1 045     |
| 2010 | 0 934     |
| 2015 | 0 908     |

| Jahr | Einwohner |
| ---- | --------- |
| 2020 | 903       |
| 2021 | 892       |
| 2022 | 895       |
| 2023 | 893       |
| 2024 | 890       |

Gebietsstand des jeweiligen Jahres, Einwohnerzahl: Stand 31. Dezember (ab 1991), ab 2011 auf Basis des Zensus 2011, ab 2022 auf Basis des Zensus 2022

## Religion

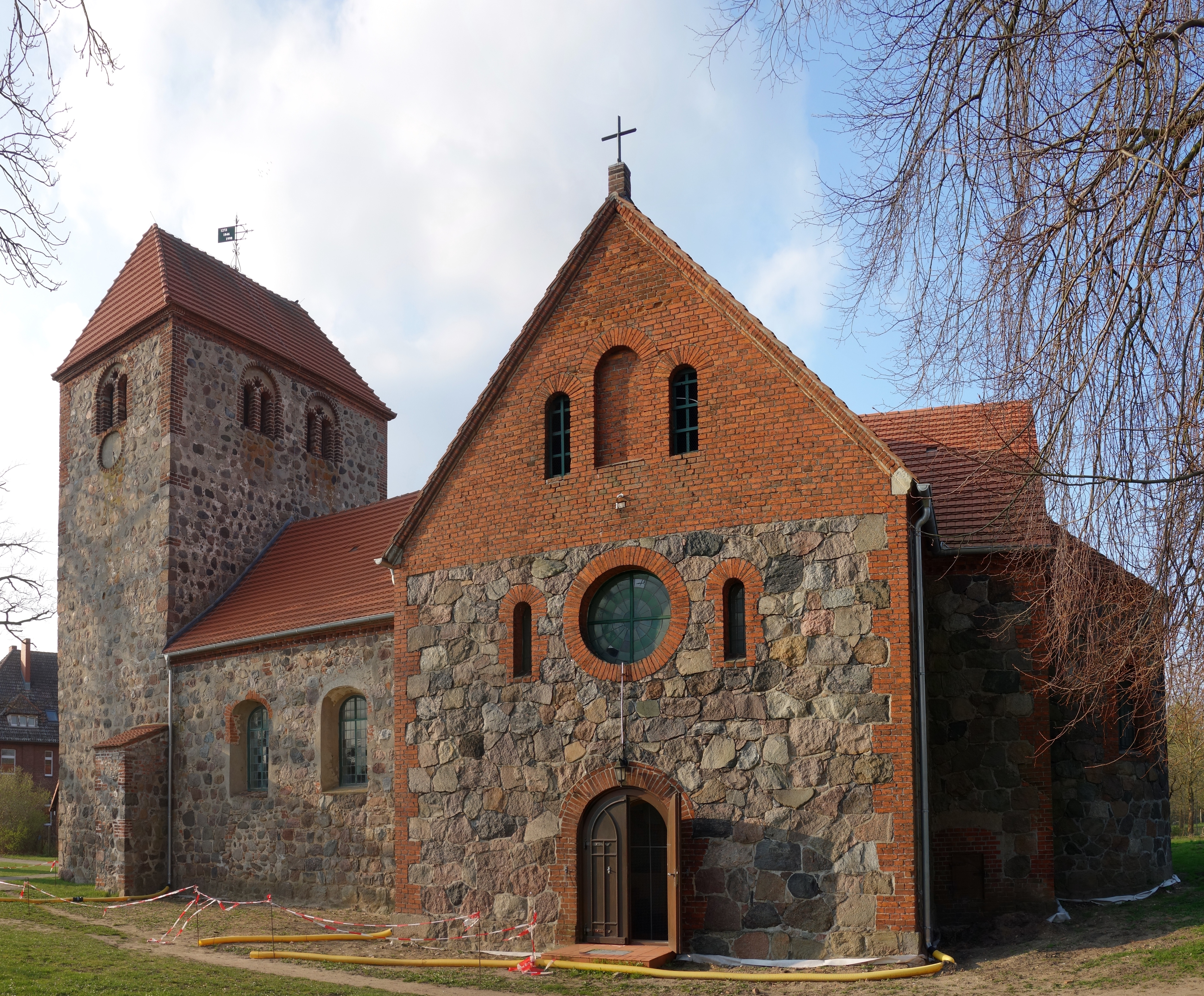
Dorfkirche Breddin

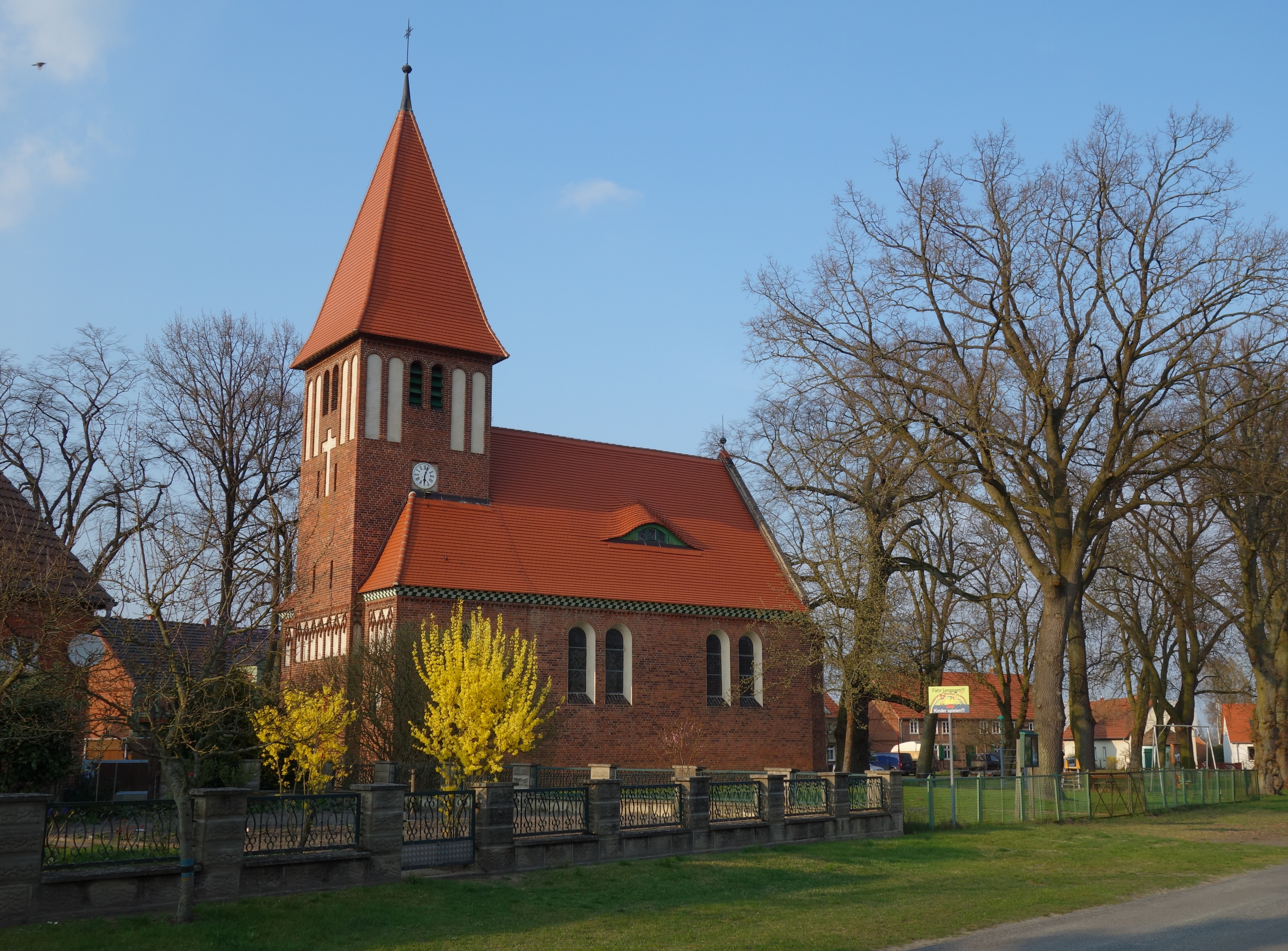
Dorfkirche im Ortsteil Damelack

35 % der Einwohner von Breddin sind evangelisch, 2 % katholisch. Die lutherischen Dorfkirchen Breddin und Damelack gehören zum Pfarrsprengel Breddin-Barenthin im Kirchenkreis Prignitz der Evangelischen Kirche Berlin-Brandenburg-schlesische Oberlausitz. Die wenigen Katholiken sind der Pfarrei Hl. Geist mit Sitz in Kyritz zugeordnet, die zum Dekanat Wittenberge im Erzbistum Berlin gehört.

## Politik

### Gemeindevertretung
Die Gemeindevertretung von Breddin besteht aus zehn Gemeindevertretern und dem ehrenamtlichen Bürgermeister. Die Kommunalwahl am 9. Juni 2024 führte zu folgendem Ergebnis:
| Partei / Wählergruppe              | Stimmenanteil 2024 | Sitze 2024 | Stimmenanteil 2019 | Sitze 2019 |
| ---------------------------------- | ------------------ | ---------- | ------------------ | ---------- |
| Wählergruppe Freiwillige Feuerwehr | 40,8 %             | 4          | 47,4 %             | 5          |
| Unabhängige Wählergemeinschaft     | 38,3 %             | 4          | 33,9 %             | 3          |
| Bürgergruppe Breddin               | 17,3 %             | 2          | 18,6 %             | 2          |
| Einzelwahlvorschlag Olischläger    | 3,6 %              | –          | –                  | –          |

### Bürgermeister
- 1998–2003: Wolfgang Walther[9]
- 2003–2024: Reinhard Neumann[10]
- seit 2024: Hanno Nebelin (Freiwillige Feuerwehr)[11]

Nebelin wurde in der Bürgermeisterwahl am 9. Juni 2024 ohne Gegenkandidat mit 94,4 % der gültigen Stimmen für eine Amtszeit von fünf Jahren zum ehrenamtlichen Bürgermeister gewählt.

### Wappen
| Wappen von Breddin | Blasonierung: „Geteilt von Gold und Blau; oben eine rote Urkunde mit goldenem N als gotische Initiale und anhängendem, rotem Rundsiegel; unten zwei schräggekreuzte goldene Krummstäbe mit abflatterndem Sudarium, oben bewinkelt von einem fußgespitzten Kreuz.“ |
| Wappen von Breddin | Das Wappen wurde am 11. Februar 1998 durch das Ministerium des Innern genehmigt. |

### Flagge
„Die Flagge ist Blau – Gelb (1:1) gestreift und mittig mit dem Gemeindewappen belegt.“

### Gemeindepartnerschaften
Seit 1991 besteht eine Partnerschaft zum niedersächsischen Jeddeloh II.

## Wirtschaft und Infrastruktur

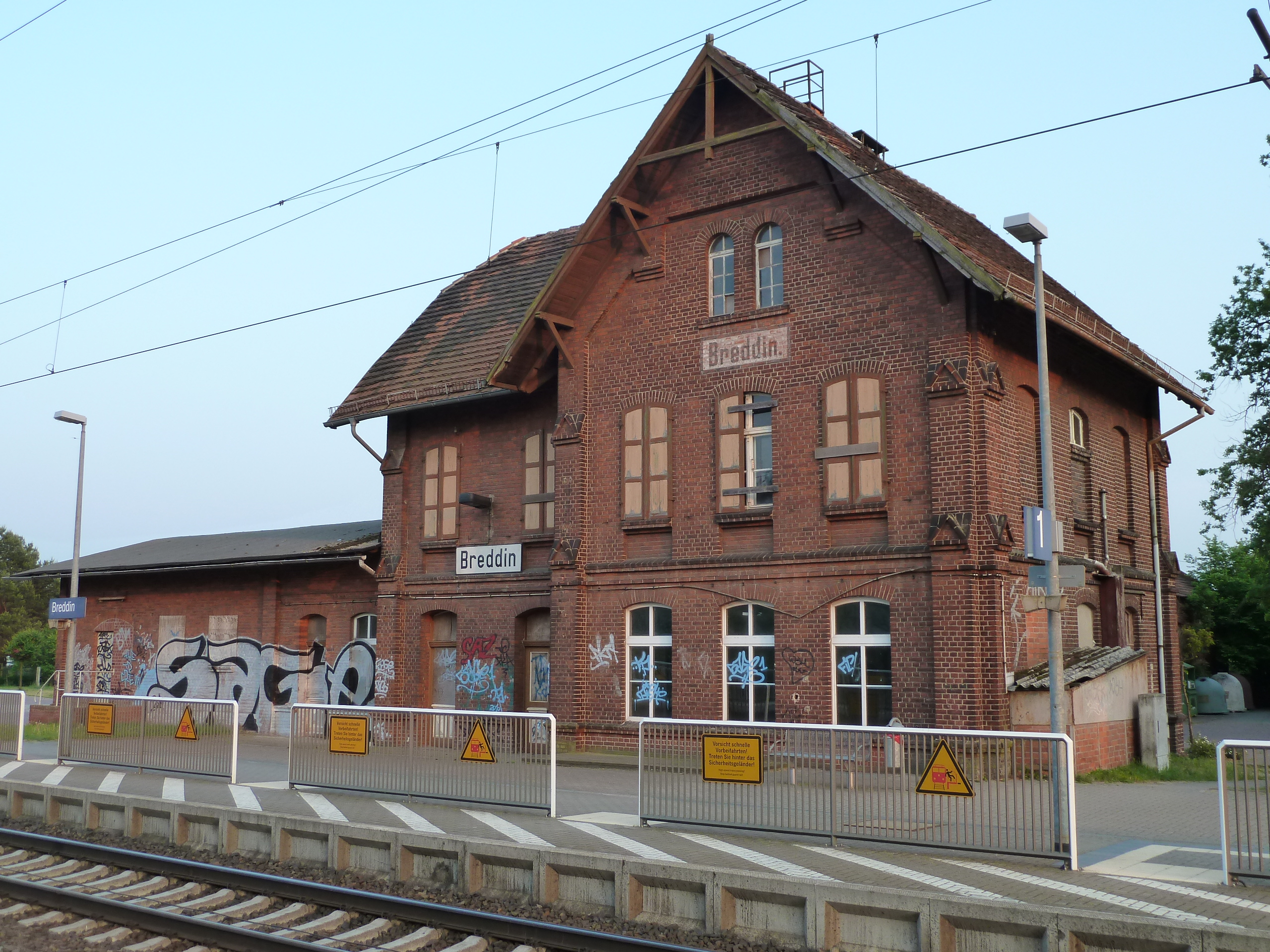
Bahnhof Breddin

### Verkehr
Durch Breddin führt die Landesstraße L 141 von der Landesgrenze zu Sachsen-Anhalt nach Neustadt (Dosse).
Der Bahnhof Breddin liegt an der Bahnstrecke Berlin–Hamburg. Dort verkehren stündlich Züge der Regional-Express-Linie RE 8 (Wismar – Schwerin Hbf –) Wittenberge – Neustadt (Dosse) – Berlin-Spandau – Berliner Stadtbahn – Flughafen BER.

### Schulen
- Grundschule Breddin (Löwenzahn Grundschule) – die Schule arbeitet nach dem Modell der „verlässlichen Halbtagsschule“.

## Persönlichkeiten
- Charles Mielatz (1864–1919), deutsch-amerikanischer Maler, Lithograf, Radierer und Kunstlehrer, geboren in Breddin
- Herbert Selle (1895–1988), Oberst der Wehrmacht, in Breddin geboren

## Sonstiges
- Damelack ist Mitglied der Arbeitsgemeinschaft „Historische Dorfkerne im Land Brandenburg“.